# Erigonoploides
Erigonoploides é um gênero de aranhas da família Linyphiidae descrito em 1989.